# Kelle – Teufelskanzel
Kelle – Teufelskanzel ist der Name eines Naturschutzgebiets im westlichen Eichsfeld in Thüringen. Es erstreckt sich an dem steilen Westabfall des Höhebergs, eines Höhenzugs des Unteren Werraberglandes an der Landesgrenze zu Hessen. Mit der Ausweisung zum Naturschutzgebiet im Jahr 1996 sollten die aus der ehemaligen Bewirtschaftung als Niederwald hervorgegangenen Waldgesellschaften geschützt werden. Sie gelten als reich strukturiert und naturnah und als ein wichtiges „Vernetzungselement“ im überregionalen Biotopverbund des „Grünen Bandes“. Die Zugehörigkeit als ein Flora-Fauna-Habitat-Gebiet und Teil eines EU-Vogelschutzgebiets in dem länderübergreifenden Netz von Schutzgebieten „Natura 2000“ sowie als Teil eines Landschaftsschutzgebiets zeigt die besondere Schutzwürdigkeit der Flächen unterhalb der Teufelskanzel.

## Lage
Das Naturschutzgebiet befindet sich innerhalb des Buntsandsteingebiets des Höhebergs, dessen Scholle im Übergangsbereich der Eichenberg-Saalfelder Störungszone in den Leinegraben emporgehoben wurde. Den höchsten Punkt bildet mit 505 m ein Bereich an der Junkerkuppe. Der tiefste Punkt mit 140 m liegt an der Werraschleife bei Lindewerra. An seine westliche Seite grenzt das hessische Naturschutzgebiet „Harthberg“ unmittelbar an. Administrativ gehört das Schutzgebiet zu den Gemarkungen der Gemeinden Lindewerra und Bornhagen der Verwaltungsgemeinschaft Hanstein-Rusteberg im thüringischen Landkreis Eichsfeld, innerhalb des Naturparks Eichsfeld-Hainich-Werratal.
Nach der naturräumlichen Gliederung Deutschlands des Instituts für Landeskunde Bad Godesberg liegt das Schutzgebiet in der Untereinheit Höheberg (358.6). Dieser Bereich geht im Südwesten in die Lindewerra-Werleshäuser Schlingen (358.32) und im Süden in die Allendorfer Weitung (358.31) im Sooden-Allendorfer Werratal (358.3) über. Östlich grenzt die Fretteröder Keupersenke (358.7) an. Sie gehören alle als Einheiten des Unteren Werraberglands (358) zu der Haupteinheitengruppe des Osthessischen Berglands. Das innerthüringische, nur landesweit einteilende System der Landesanstalt für Umwelt und Geologie ordnet die Gegend den Werrabergland-Hörselbergen (3.3) in der Landschaft Muschelkalk-Platten und -Bergländer zu.

## Das Schutzgebiet
Kelle
Das Kelletal ist eines von zwei Tälchen an den Steilhängen zur Werra. Es grenzt an das kleinere Lindewerratal. Beide Täler besitzen großes Gefälle und weisen Neigungen zwischen 18° und 36° auf. Ihre steilen Talflanken werden durch zahlreiche Dellen und Furchen gegliedert. An den oberen Hangkanten treten Felsklippen und durch Erosion geprägte Rippen auf. Das Kelletal ist anfangs ein Kerbtal, das in ein Kerbsohlental mit temporärem Wasserabfluss übergeht. Im unteren Abschnitt vertieft sich der Hauptbach zu einer bis acht Meter tiefen Schlucht. Der Höhenunterschied beträgt zwischen dem höchsten Punkt an der Junkerkuppe und dem tiefsten Punkt am Talausgang, auf einer Distanz von nur 1400 Metern, etwa 365 Meter. Beim Lindewerratal sind es 210 Meter. Als bemerkenswert angesehen wird das hochgelegene Quellgebiet der Kelle, bei dem am Steilhang aus den plattigen Sandsteinen Quellen austreten, deren Wasser kaskadenartig zu Tale stürzt.
Teufelskanzel

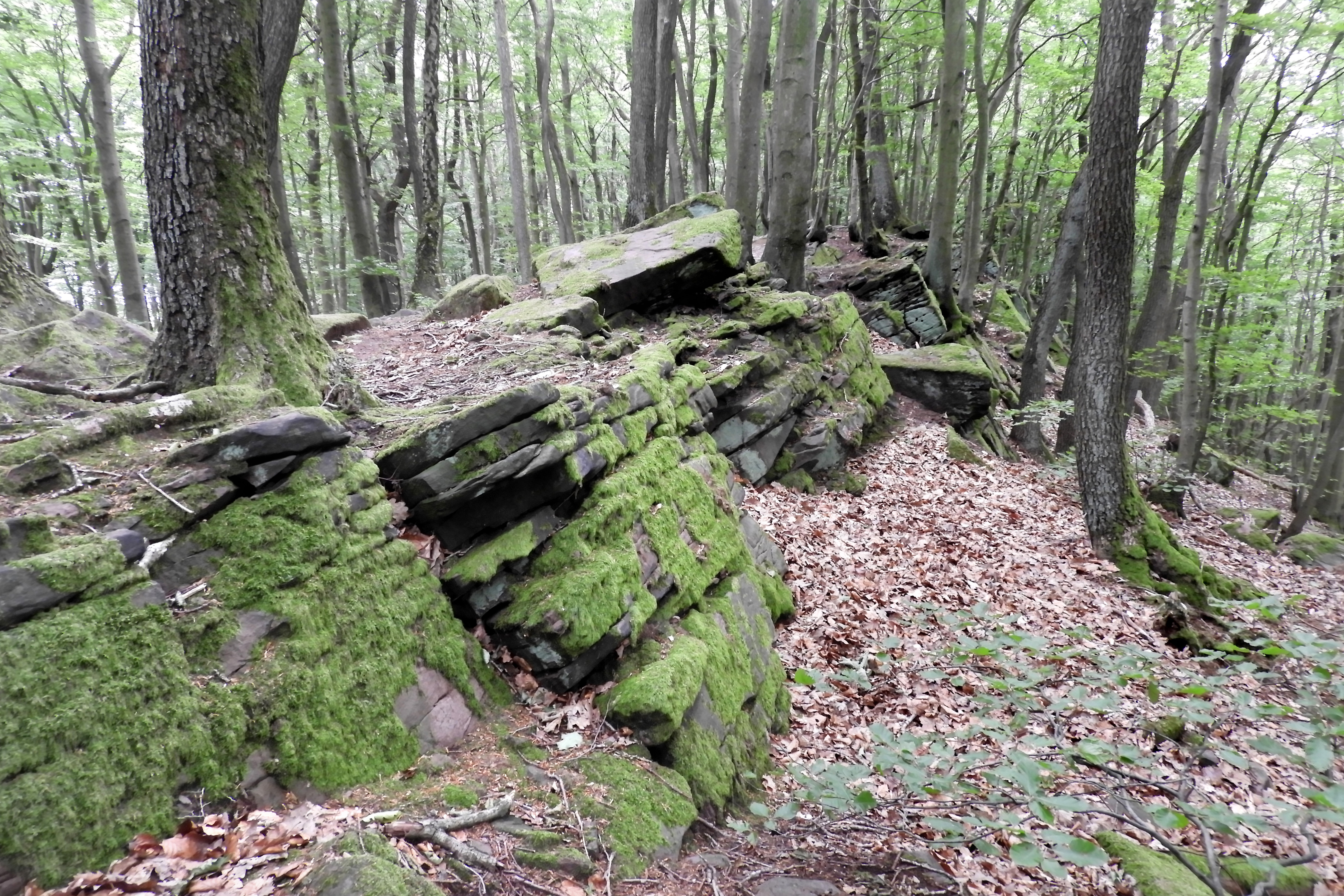
Trockenwald auf Buntsandstein im Bereich der Teufelskanzel

Die auf einer Höhe von rund 452 m liegende Teufelskanzel und die sie umgebenden unterschiedlich großen Einzelfelsen bilden als Härtlinge die rund fünfundzwanzig Meter hohe, fast senkrecht abfallende Hangkante des Höhebergs zum Werratal. Sie bestehen aus Schichten des Mittleren Buntsandsteins und rotbraunem bis graubraunem Mittelsandstein.
In der an Märchen und Sagen reichen Regionen des Eichsfeldes und Nordhessens hat alter Volksglaube den Buntsandsteinfelsen mit dem Hauptgott der germanischen Mythologie, Odin und seinen Walküren in Verbindung gebracht. Später wurde er als Teufelswerk angesehen: „Der Teufel rühmte sich einst auf einer Hexenvolksversammlung auf dem Brocken seiner großen Kräfte. Nach seiner Rede fragten einige, ob er auch einen so großen Felsblock wie seine Kanzel auf den Meißner in Hessen tragen könne, ohne sich auch nur ein einziges Mal auszuruhen. Der Teufel meinte, das sei ihm ein leichtes, packte den Block auf und zog los. Der Weg war aber sehr anstrengend und den Teufel ärgerte es nun dem Volkswillen Rechnung getragen zu haben. Als er in die Nähe der Burg Hanstein kam, war es dort so still und menschenleer, dass er dachte, hier sieht dich niemand, hier kannst du ausruhen. Die Ruhe dauerte aber nicht lange, eine Hexe kam auf ihrem Besenstiel vom Blocksberg und sah den Teufel liegen. Erschrocken und zornig zugleich, sich auf diese Weise ertappt zu sehen, fuhr er in die Luft ohne sich weiter um den Felsen zu kümmern.“ Ludwig Bechstein hat in seinem, im Jahr 1853 erschienenen Deutschem Sagenbuch das Märchen von der Entstehung der Teufelskanzel nacherzählt.
Die Teufelskanzel ist ein beliebter Aussichtspunkt der einen Blick zur hufeisenförmigen Werraschleife mit den Dörfern Lindewerra und Oberrieden und in das hessische Bergland bietet. Theodor Storm, der in den Jahren 1856 bis 1864 eine Anstellung als Richter am Kreisgericht im eichsfeldischen Heiligenstadt, das damals zu Preußen gehörte, erhalten hatte, soll die Teufelskanzel mehrmals besucht haben und vom Blick in das Tal der Werra so begeistert gewesen sein, dass er in seiner 1867 erschienenen Novelle „Eine Malerarbeit“ davon schwärmte: „Sie war nicht unbefugt, diesen Namen zu führen; lotrecht schoss der Fels über hundert Klafter in die Tiefe, wo sich unten im Sonnenglanz die lachendste Landschaft ausbreitete. Durch grüne Wiesen, an Dörfern und Wäldern vorbei, floss in vielen Krümmungen ein glänzender Strom, dessen Rauschen in der Mittagsstille zu uns heraufklang, und drüber her, in gleicher Höhe mit uns, standen die Lerchen flügelschlagend in der Luft und mischten ihren Gesang in die Musik der Wellen. Wer dessen noch fähig war, der musste hier von Lebens- und Liebeslust bestürmt werden.“

## Natur

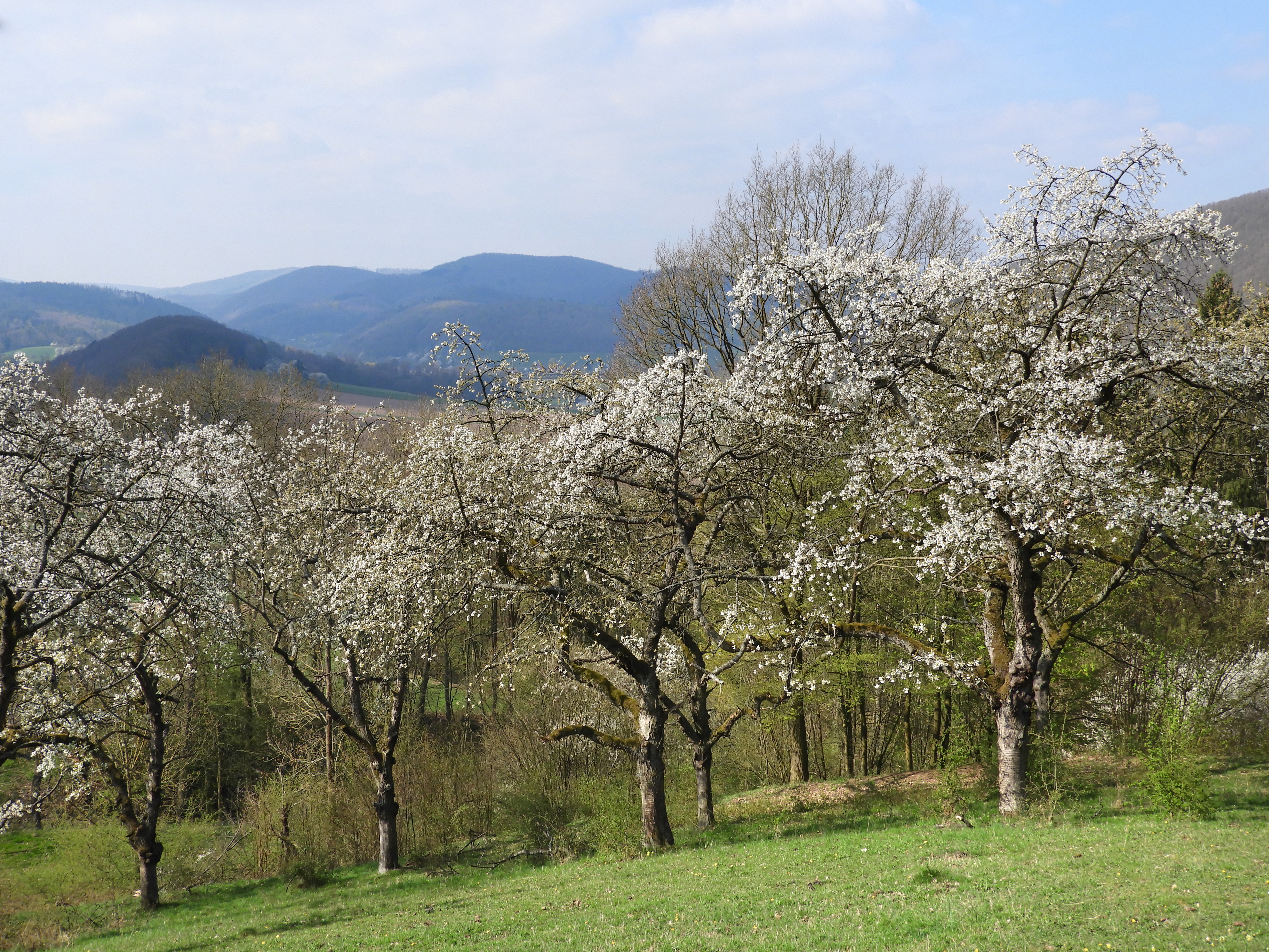
Streuobstwiese am Fuß des Höhebergs

Zu dem geschützten Bereich gehören das Laubwaldgebiet an den zerklüfteten Steilhängen mit Silikatfelsen und vorgelagerten Schotterhalden, trockene Heiden sowie die Streuobstwiesen, die sich entlang des Westrandes erstrecken.
Wälder
Vor allem die, aus der historischen Nutzungsform als Niederwald hervorgegangenen Laubwälder, prägen das Schutzgebiet. Die Niederwälder um Lindewerra wurden seit den 1830er Jahren durch das im Ort ansässige Stockmachergewerbe genutzt. Sie dienten teilweise auch als Eichenschälwald zur Gewinnung von Gerberlohe für die Lederproduktion im nahen Eschwege. Wie in den vielen anderen Wäldern des Werratals auch, wurden die Triebe der Eichen etwa alle zehn bis zwanzig Jahre kurz über der Wurzel gekappt und entrindet. Die Bäume trieben wieder neu aus und bildeten so den vielstämmigen Niederwald. Die geschälten Stämmchen konnten zu Spazierstöcken weiterverarbeitet werden, ein Handwerkszweig der in Lindewerra bis in die Gegenwart überlebt hat. In dem als das „Stockmacherdorf Deutschlands“ weit über die Landesgrenzen hinaus bekannten Lindewerra entwickelte sich das Stockmacherhandwerk bis in die vierziger Jahre zu einem blühenden Gewerbe, so dass es bald keine Familie im Ort gab, die nicht wenigstens teilweise mit dem Stockmachen beschäftigt war.
Auf den, durch die ehemalige Bewirtschaftung beeinflussten Teilen, wachsen heute meistens Labkraut-Eichen-Hainbuchenwälder. Dieser Waldtyp erhielt seinen Namen von den charakteristischen Baumarten Traubeneiche, Stieleiche und Hainbuche sowie von dem in der Krautschicht vorkommenden Wald-Labkraut. Bereiche, die durch die frühere Nutzung weniger geformt wurden, werden von dem Hainsimsen-Buchenwald, mit der Rotbuche als dominierender Baumart eingenommen. Im Schutzgebiet besitzt er den größten Flächenanteil. An steilen, felsigen Hängen mit groben Untergrund hat sich ein Spitzahorn-Sommerlinden-Hangschuttwald ausgebildet und in den Bachtälern wächst auf feuchtem Boden der Hainmieren-Erlen-Bachwald. Entlang der Waldränder erstrecken sich Streuobstwiesen.
Flora

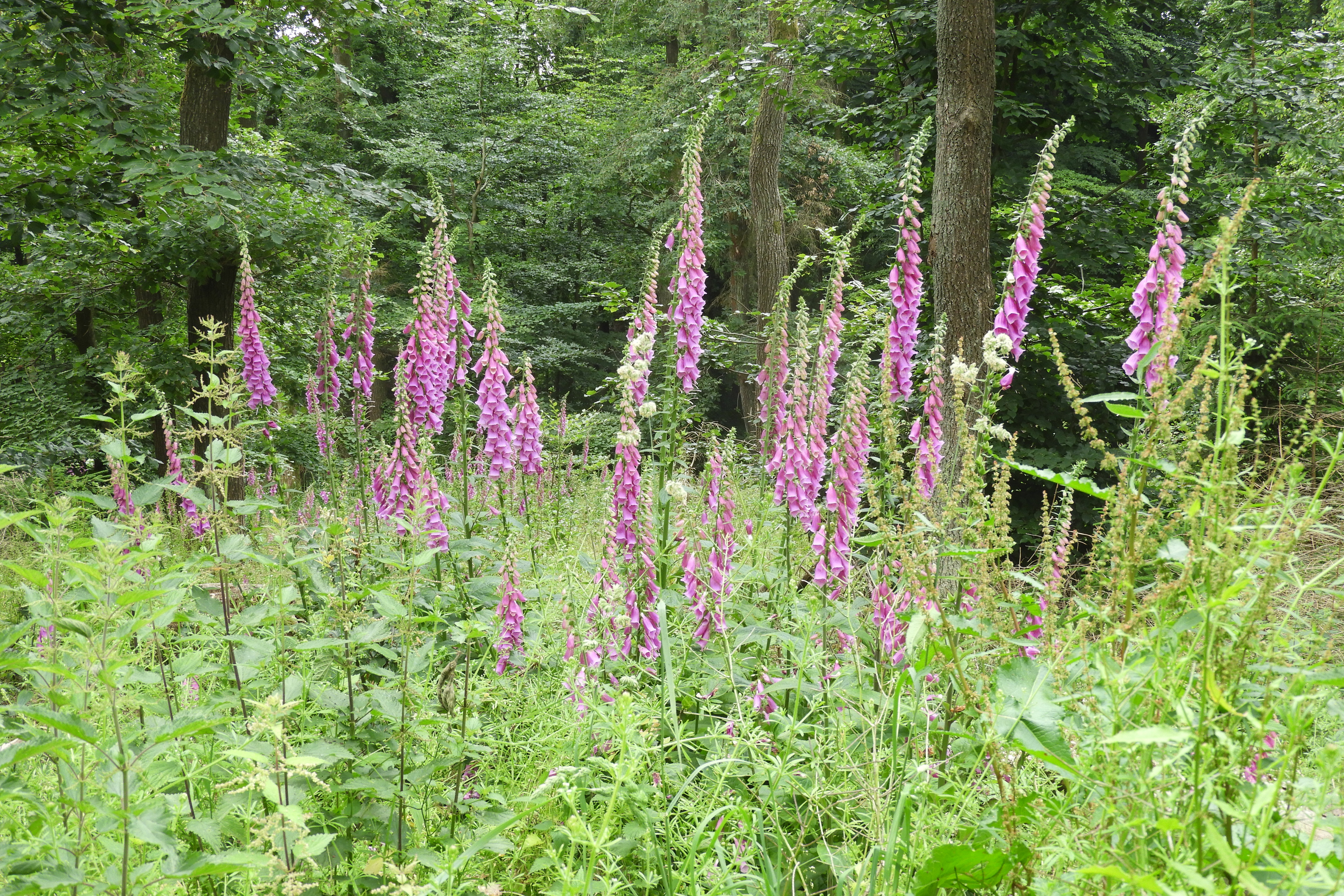
Roter Fingerhut auf einer kleinen Lichtung am Höheberg

Bei den Untersuchungen Anfang der 1990er Jahre für das Schutzwürdigkeitsgutachten zum geplanten Naturschutzgebiet, konnten über zweihundert Pflanzen nachgewiesen werden, unter ihnen Stattliches Knabenkraut, Gift-Lattich und Spießblättriges Tännelkraut. Aus naturschutzfachlicher Sicht wird das Vorkommen des Prächtigen Dünnfarns als wertgebend angesehen. Das polsterbildende Hautfarngewächs galt bereits als ausgestorben, bevor es wiederentdeckt wurde. Die streng geschützte immergrüne Art vermehrt sich in Deutschland nur vegetativ und ist vermutlich ein Relikt früherer Wärmeperioden. Im Schutzgebiet wurden Dauerstadien der Gametophyten als grüne, watteartige Überzüge in engen Spalten von Sandsteinfelsen gefunden.
Fauna
Das Naturschutzgebiet ist der Lebensraum der Wildkatze. Sie braucht, wie einige andere der hier lebenden Tierarten auch, als Lebensstätte die Strukturen alter Wälder mit Bäumen in allen Alterungs- und Zerfallsphasen, die einen hohen Anteil von stehendem und liegendem Totholz sowie von Höhlenbäumen besitzen. Zu den sogenannten wertgebenden Arten mit großen Raumansprüchen gehören die im Anhang I der Vogelschutzrichtlinie gelisteten und als besonders schutzbedürftig geltenden Arten Schwarz-, Mittel-, und Grauspecht, Zwergschnäpper, Raufußkauz, Eisvogel, Uhu, Schwarzstorch, Wanderfalke, Neuntöter, Rotmilan und Wespenbussard sowie Baumfalke, Waldschnepfe und Wendehals, die als Zugvogelarten nach Artikel 4 Abs. 2 der Vogelschutzlinie ebenfalls unter besonderem Schutz stehen. Sie sind Vögel, die aufgrund geringer Bestände, kleiner Verbreitungsgebiete oder wegen ihrer speziellen Habitatsansprüche als vom Aussterben bedroht angesehen werden.

## Unterschutzstellung
Naturschutzgebiet

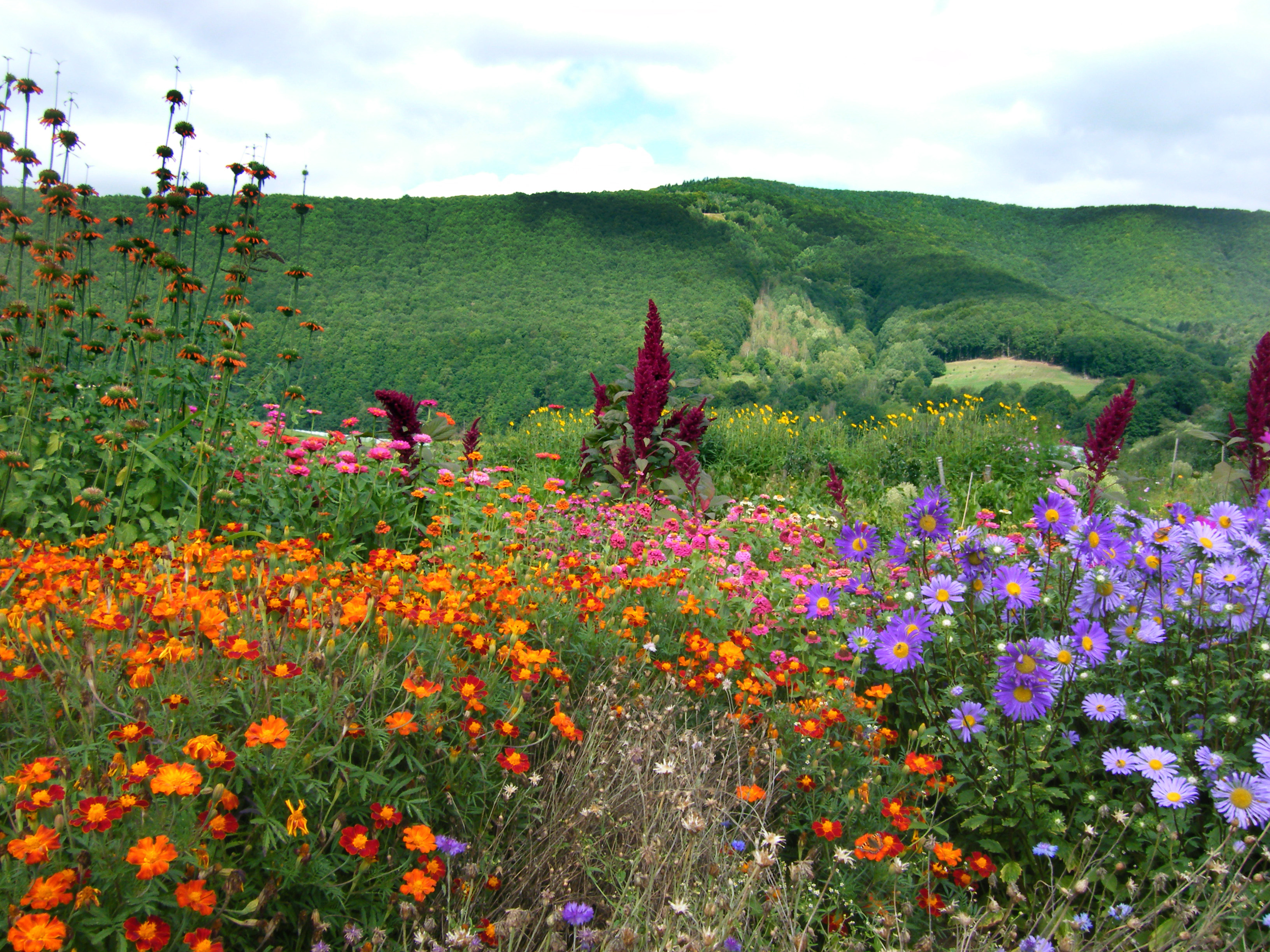
Blick von Lindewerra auf das „Grüne Band“ zwischen den Schutzgebieten „Hardtberg“ (links) und „Kelle-Teufelskanzel“ (rechts)

Nach einer einstweiligen Sicherstellung, in den Jahren von 1990 bis 1995, wurde mit Verordnung vom 12. April 1996 des Thüringer Landesverwaltungsamtes in Weimar der Bereich unterhalb der Teufelskanzel zum Naturschutzgebiet erklärt. Der geschützte Bereich besitzt eine Größe von 200,2 Hektar, hat die thüringeninterne Kennung 194 und den WDPA-Code 164048. Mit der Ausweisung sollten die Laubwälder, Felsenbereiche und Streuobstwiesen mit ihren artenreichen Lebensgemeinschaften erhalten und nachhaltig gesichert werden.
FFH-Gebiet
Mit gleichen Gebietsgrenzen wurde das Naturschutzgebiet im Jahr 2008 als Flora-Fauna-Habitat-Gebiet Teil des europaweiten Schutzgebietsnetzes Natura 2000. Schutzziele sind die Erhaltung oder gegebenenfalls Wiederherstellung der geschlossenen Laubwälder, insbesondere des Hainsimsen-Buchenwaldes sowie der Silikat-Schutthalden, trockenen Heiden und Buntsandsteinfelsen mit Vorkommen des Prächtigen Dünnfarns, an störungsarmen, zerklüfteten Buntsandsteinsteilhängen des Werraberglandes. Die Festsetzung der Schutzobjekte und Erhaltungsziele erfolgte durch die „Thüringer Natura 2000-Erhaltungsziele-Verordnung“ vom 29. Mai 2008. Als FFH-Gebiet „NSG Kelle - Teufelskanzel“ hat es in Thüringen die Nummer 16, die europäische Gebietsnummer 4625-303 und den WDPA-Code 555519946.
Europäisches Vogelschutzgebiet
Der Bereich um Kelle und Teufelskanzel liegt vollständig in dem EU-Vogelschutzgebiet „Werrabergland südwestlich Uder“. Zweck der Ausweisung ist der Schutz der Laub- und Laubmischwälder, mit ihrem hohen Alt- und Totholzanteil, als Lebensraum von Wespenbussard, Grau-, Mittel- und Schwarzspecht sowie der Schutz der mit den Wäldern verzahnten Äcker und Grünlandflächen, als Lebensraum von Rot- und Schwarzmilan, Turteltaube, Neuntöter, Raubwürger, Wachtel und Waldschnepfe. Ebenfalls sollen durch eine extensiv bewirtschaftete Landschaft die Brutgebiete des Eisvogels und des Uhus störungsarm erhalten werden. Das 8.433 Hektar große Vogelschutzgebiet hat die europäische Gebietsnummer 4626-420, thüringenintern die Nummer 12 und den WDPA-Code 555537539.
Landschaftsschutzgebiet
Die Waldflächen von Kelle und Teufelskanzel befinden sich vollständig im Landschaftsschutzgebiet „Obereichsfeld“, das im Jahr 2009 aus mehreren, zum Teil sehr kleinen Landschaftsschutzgebieten gebildet wurde. Es umfasst die bergige Landschaft der nordwestlichen Randerhebung des Thüringer Beckens, die von einem kleinräumigen Wechsel von Wäldern, Hecken, Äckern und Grünland geprägt wird. Die abwechslungsreich strukturierte Kulturlandschaft, die durch traditionelle Nutzungsformen entstanden ist, wird als von „besonderer kulturhistorischer Bedeutung“ angesehen.
„Grünes Band“
Mit dem Gebietstausch infolge des Wanfrieder Abkommens im Jahr 1945 verlief am Steilhang des Höheberges zunächst die Zonengrenze, später die Innerdeutsche Grenze. Mit dem schrittweisen Ausbau der Grenzanlagen ab den 1960er Jahren entstand ein weit sichtbarer 100 bis 200 m breiter baumloser Grenzstreifen mit den Grenzsicherungsanlagen, wie dem Grenzzaun, dem Grenzsignalzaun, dazwischen der serpentinenartig angelegten Kolonnenweg und einem Beobachtungsturm der Grenztruppen der DDR. Ab 1990 wurden die Grenzanlagen abgebaut und die Natur konnte ohne äußeren Einfluss den Berghang zurückerobern, die Lage dieses Grenzstreifen ist aber noch heute auf Grund des unterschiedlichen Vegetation erkennbar. Lediglich am sogenannten Lindewerrablick (oder auch Ministerblick) wurde der Aussichtsbereich von Baumbewuchs freigehalten.
In dem Biotopverbund Eichsfeld-Werratal entlang des „Grünen Bandes“ bildet das Schutzgebiet mit dem benachbarten hessischem Naturschutzgebiet „Harthberg“ und zwei Teilflächen des Thüringer FFH-Gebietes „Röhrsberg-Hasenwinkel-Mühlberg“ einen großflächigen Kernbereich. Das mit der Entscheidung des Thüringer Landtages vom 9. November 2018 zum Nationalen Naturmonument erklärte Naturschutzgroßprojekt verbindet zahlreiche seltene Lebensräume und soll zur Erhaltung der biologischen Vielfalt in Deutschland beitragen.

## Touristische Erschließung
Das Schutzgebiet kann auf mehreren Wegen begangen werden. Zu den Aussichtspunkten „Lindewerrablick“, „Zweiburgenblick“ und „Teufelskanzel“ führen markierte Wanderwege von Lindewerra, dem Gehöft Rothenbach bei Gerbershausen und der Burg Hanstein. Für den Aufstieg von Lindewerra aus, kann unter kurzen, sehr steilen oder längeren, allmählich ansteigenden Wanderwegen gewählt werden. Das Waldgasthaus unmittelbar an den Felsen der Teufelskanzel ist ein beliebtes Ausflugsziel.
Auf dem Kammweg der Teufelskanzel verlaufen auf gleicher Strecke Etappen des „Werra-Burgen-Steigs“ mit dem Wegzeichen „X5“, des „Herkulesweges“ (Wegzeichen „X7“) und des „Eichsfeld Wanderweges“ mit einem sechsspeichigen roten Rad auf weißem Grund als Markierungssymbol.
Entlang der Werra führt der teilweise naturbelassene Werratal-Radweg zwischen Wahlhausen und Lindewerra nach Werleshausen, der die nordwestliche Grenze des Schutzgebiets berührt.